# Kunstsammlung Hans & Marlis Suter
Die Kunstsammlung Hans & Marlis Suter wurde 1964 vom gleichnamigen Ehepaar gegründet.

## Sammlung
Das Ehepaar Suter trug in über 50 Jahren eine Kunstsammlung zusammen, die von 2004 bis 2011 in Wechselausstellungen in Oberhofen am Thunersee gezeigt wurde und seit 2012 in Steffisburg der Öffentlichkeit präsentiert wird. Die Sammlung beinhaltet Werke der Schweizer Kunst der klassischen Moderne des 20. Jahrhunderts. Einen Schwerpunkt bilden Maler aus der Region Thunersee, aus dem Kanton Bern und aus der Romandie. Das erste Werk der Sammlung wurde 1964 erworben. Hans Suter verfasste auch kunsthistorische Texte, beispielsweise eine Abhandlung über die Krankheit von Paul Klee.
Er war während vieler Jahre Präsident der Kunstkommission Steffisburg, des Fördervereins Kunstmuseum Thun und des Vereins zur Förderung von Konzerten in Thun.
In der Sammlung befinden sich Werke von Cuno Amiet, René Auberjonois, Arnold Brügger, Etienne Clare, Marguerite Frey-Surbek, Paul Freiburghaus, Franz Gertsch, Wilhelm Gimmi, Alfred Glaus, Paul Gmünder, Nell Graber, Ueli Güdel, Stefan Haenni, Regula Hadorn, Felix Hoffmann, Knud Jacobsen, Jakob Jenzer, Robert Indermaur, Marcel Kunz, Arthur Loosli, Eugène Martin, Jürg Maurer, Chantal Michel, Ernst Morgenthaler, Meret Oppenheim, Fritz Eduard Pauli, Gregor Rabinovitch, Markus Raetz, Ernst Ramseier, Henry Roulet, Niki de Saint Phalle, Robert Schär, Albert Schnyder, Ruth Schwob, Thomas Seilnacht, Fred Stauffer, Martha Stettler, Victor Surbek, Gottfried Tritten, Roman Tschabold, Karl Walser, Hugo Wetli, Bruno Wurster. Schwergewichtig sind Werke von Helene Pflugshaupt und Bendicht Friedli vertreten. Über beide sind Monografien im Rahmen der Ausstellungen erschienen. Die Sammlung beinhaltet auch Plastiken von Otto Charles Bänninger, Rolf Brem, Max Fueter, Karl Geiser, Hermann Hubacher, Gottfried Keller, Marcel Perincioli, Paul Roth, Walter Loosli u. a.
Die Ausstellungen werden durch einen Förderverein, durch Gönnerbeiträge und die Einwohnergemeinde Steffisburg finanziert. Meist werden Werke aus der Sammlung gezeigt.

### Ausstellungen im «Wichterheergut», Oberhofen
- 2004: Berge und Seen
- 2004: Helene Pflugshaupt
- 2005: Menschen und Städte
- 2005: Paul Gmünder, Etienne Clare, Alfred Glaus
- 2006: Die Frau als Künstlerin
- 2006: Bendicht Friedli – eine Retrospektive
- 2007: Von Angesicht zu Angesicht
- 2007: Victor Surbek, Fred Stauffer, Hugo Wetli
- 2008: Flora und Fauna
- 2009: Hommage à la Romandie und Plastiken/Zeichnungen von Ernst Schneider
- 2010: Begegnungen (u. a. mit Chantal Michel)
- 2010: Helene Pflugshaupt
- 2011: Bendicht Friedli und Hans Suter
- 2011: Victor Surbek und Marguerite Frey-Surbek

### Ausstellungen im «Höchhus», Steffisburg
- 2012: Paul Gmünder
- 2013: Alfred Glaus und Jürg Maurer
- 2014: Werner Engel, Etienne Clare und Knud Jacobsen
- 2014: Helene Pflugshaupt, Regula Hadorn und Nell Graber
- 2015: Hugo Wetli und Adrien Holy
- 2015: Fred Stauffer und Albert Schnyder
- 2016: Paul Freiburghaus und Bruno Wurster
- 2016: Robert Indermaur und Chantal Michel
- 2017: Traumwelten
- 2019: Helene Pflugshaupt und Ruth Schwob
- 2023: Jürg Maurer und Paul Freiburghaus